# Super-bosse

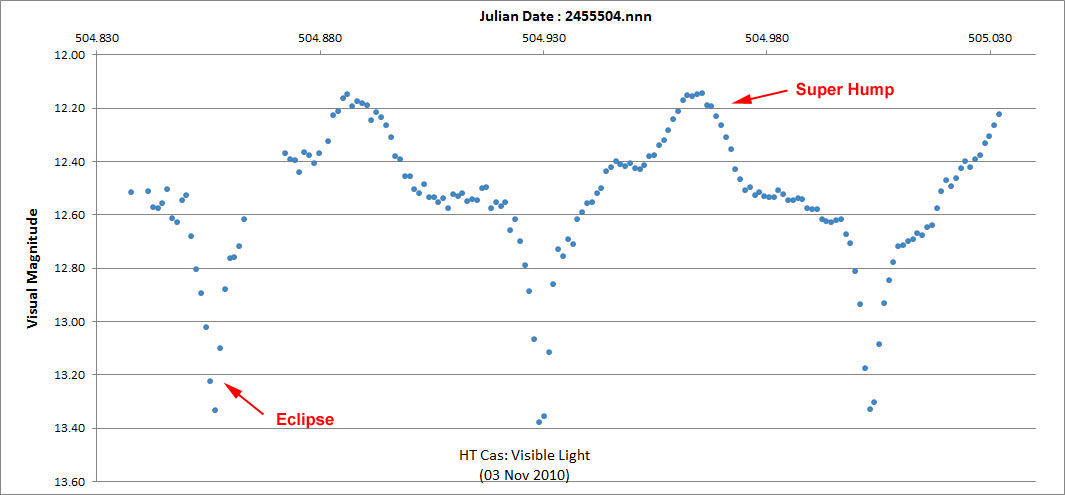
Courbe de lumière de la nova naine à éclipses HT Cassiopeiae lors de son éruption, montrant des éclipses des super-bosses (Superhump en anglais) de type SU Ursar Majoris.

En astronomie, une super-bosse[réf. nécessaire] est une variation périodique de luminosité dans un système stellaire d'étoile variable cataclysmique, avec une période à quelques pour cent de la période orbitale du système[pas clair].

## Histoire
Des super-bosses ont été observées pour la première fois dans les étoiles de type SU Ursae Majoris, une sous-classe des novas naines, à des moments où le système subissait une super-explosion, c'est-à-dire une explosion inhabituellement forte (augmentation de la luminosité) causée par une augmentation du taux d'accrétion.

## Période excédentaire
La période de variations de la super-bosse peut-être supérieure ou inférieure à la période orbitale, connue respectivement sous le nom de super-bosses positives ou négatives. L'excès de période est la différence entre la période de super-bosse et la période orbitale, exprimée en fraction de la période orbitale.

## Origine physique
Le disque d'accrétion est allongé par la force de marée de l'étoile « donneuse ». Le disque elliptique effectue une précession autour de l'accréteur de la naine blanche sur un intervalle de temps beaucoup plus long que la période orbitale, la période de battement, provoquant un léger changement d'orientation du disque sur chaque orbite. Les super-bosses dans les étoiles variables cataclysmiques sont le résultat d'une dissipation visqueuse par des déformations périodique du disque. Ces déformations sont causées par la présence d'une résonance 3:1 entre les périodes orbitales du disque d'accrétion et de l'étoile donneuse. La précession rétrograde du disque provoque des super-bosses négatives, avec des périodes légèrement inférieures à la période orbitale.
Les super-bosses peuvent se produire dans les systèmes des novas naines dans lesquels l'étoile donneuse a une masse qui a 34 % de la masse de l'étoile accrétrice. L'amplitude peut aller jusqu'à 0,6 en magnitude.